# Обертас, Виктор Александрович
Обертас Виктор Александрович (1 декабря 1936, Одесса, УССР — 29 ноября 2016, Владивосток, Россия) — советский и российский архитектор, профессор, заведующий кафедрой архитектуры, преподаватель, настоятель храма. Заслуженный работник культуры РСФСР (1989).

## Биография
Родился в семье штурмана дальнего плавания. Отец, Александр Иванович Обертас, 1908 г.р., православный, крещен в Свято-Никольском храме г. Ейска, морское образование получил в Ленинграде. Умер в 1984 г. во Владивостоке. Мать — Екатерина Александровна Обертас (Панасюк) род. в 1915 г. Умерла в 1989 г. во Владивостоке. В июле 1941 г. семья была эвакуирована из Одессы сначала в Новороссийск, затем во Владивосток, так как отец получил назначение на должность капитана п/х «Сухона» ДВМП. С 1944 по 1954 гг. учился в общеобразовательной школе № 9 во Владивостоке, в 1954—1959 гг. — в Дальневосточном Политехническом институте.
Базовое образование — инженер-строитель. С 1960 по 1964 гг. учился в аспирантуре ДВ НИИ по специальности «Архитектура зданий» заочно. В студенческие годы был одним из основателей театра Владивостокских студентов, выступая в нём как актёр, художник, заведующий постановочной частью. Работал экскурсоводом Владивостокского экскурсионного бюро, начальником архитектурно-строительного отдела, являлся внештатным корреспондентом Приморского комитета по телевидению и радиовещанию (1977—1980).

### Трудовая деятельность
С 1959 по 1978 гг. работал в разных должностях в проектных организациях, последняя должность — главный архитектор института ДВ «Промстройпроект». По совместительству преподавал в ДВПИ. В 1977 г. ему было присвоено звание доцента по кафедре архитектуры. С 1978 г. перешел на преподавательскую работу в ДВПИ. Занимал должности заведующего кафедрой архитектуры, декана факультета архитектуры и дизайна, директора Архитектурного института. С 2001 г. работал профессором кафедры основ архитектуры и реставрации ДВГТУ (ныне ДВФУ). В 1996 г. ему присвоено звание профессора, в 1997 г. был избран академиком Российской академии архитектурного наследия. Автор 35 осуществленных проектов зданий разного типа, 78 научных публикаций. В 1985 г. был удостоен почетного звания «Заслуженный работник культуры РСФСР».

### Восстановление храма
В 1980—1984 гг. по благословению владыки Ювеналия разрабатывал проект реставрации Скорбященского придела Свято-Никольского Собора, руководил строительными работами. В 1988—1989 гг. принимал участие в возвращении Церкви здания часовни Св. Александра Невского и руководил восстановлением здания. В 1999—2000 гг. участвовал в проектировании и строительстве часовни Св. Татианы при ДВГТУ. При этом принял крещение 15 апреля 1999 г. Крещен в крестовом храме Св. Сергия Радонежского при Владивостокско-Приморской епархии. По завершении строительства часовни по благословению Преосвященного Вениамина и по решению Ученого совета ДВГТУ был назначен старостой-смотрителем. В 2002 г. получил благословение настоятеля храма в стихарь и псаломщиком, обязанности которого выполнял, совмещая их с обязанностями старосты.
Член Союза Архитекторов России, член Учёного совета АРХИД, член Учёного совета ПГОМ им. В. К. Арсеньева, руководитель Учебно-культурного центра ДВГТУ «Часовня святой Татьяны». За активную общественную и творческую деятельность удостоен звания лауреата премии имени В. К. Арсеньева (2002), медали Союза Российских Городов «За вклад в культурное наследие России» (2003), медали Совета по культуре БРЭ «Лучшие люди России» (2005). 

## Награды и звания
- Медаль Пушкина (22 октября 1999 года) — за заслуги в научно-педагогической деятельности и в связи со 100-летием высшего образования в Приморском крае[1].
- Заслуженный работник культуры РСФСР (5 апреля 1989 года) — за заслуги в области советской культуры и многолетнюю плодотворную работу[2].